# Kempsey Airport
Kempsey Airport är en flygplats i Australien. Den ligger i kommunen Kempsey och delstaten New South Wales, i den sydöstra delen av landet, omkring 340 kilometer nordost om delstatshuvudstaden Sydney. Kempsey Airport ligger 7 meter över havet.
Runt Kempsey Airport är det glesbefolkat, med 8 invånare per kvadratkilometer.. Närmaste större samhälle är Kempsey, nära Kempsey Airport.
I omgivningarna runt Kempsey Airport växer i huvudsak städsegrön lövskog. Genomsnittlig årsnederbörd är 1 846 millimeter. Den regnigaste månaden är februari, med i genomsnitt 373 mm nederbörd, och den torraste är september, med 34 mm nederbörd.